# YO-160

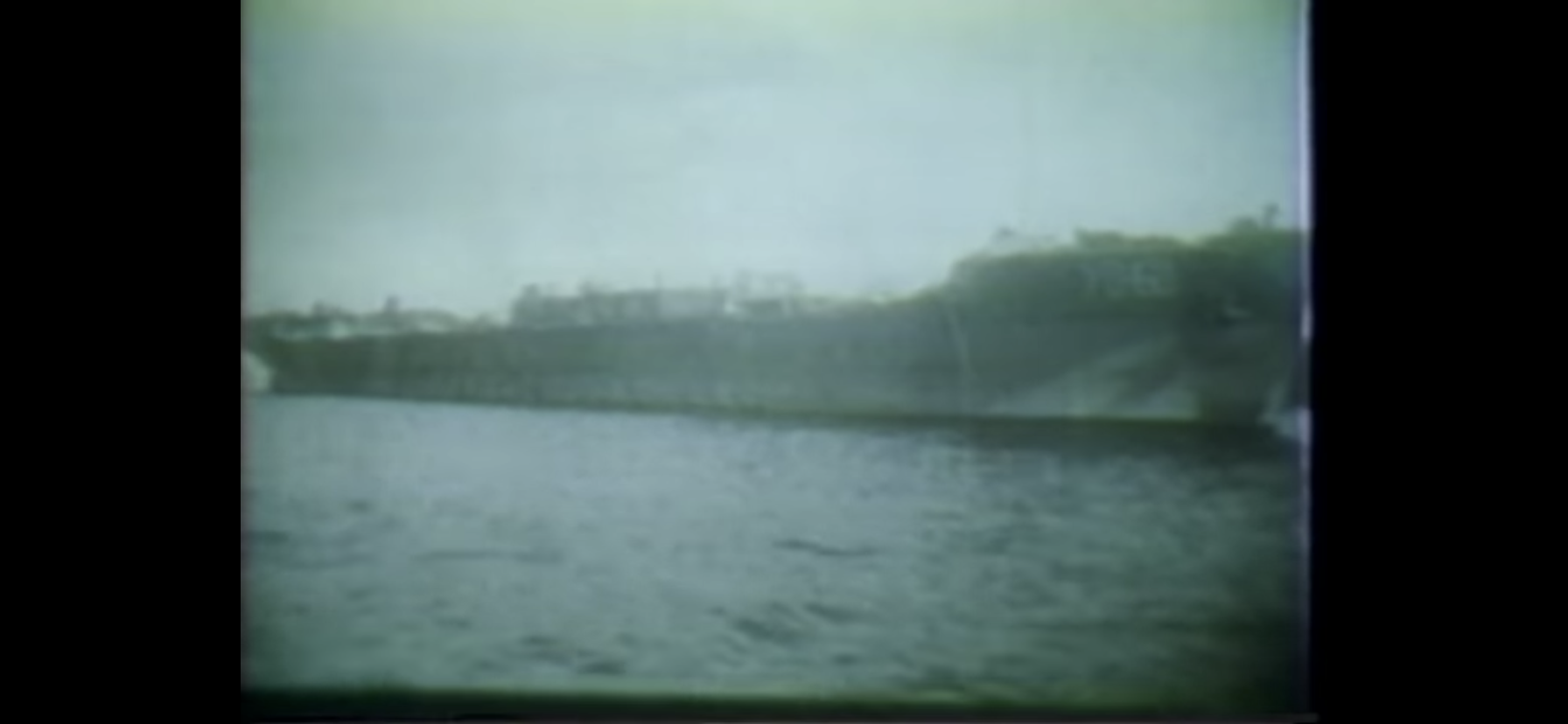
Y0-160, з надбудовою зруйновано, після атомного випробування Ейбл, 1946 рік.

Об'єкт YO-160 був побудований у 1943 році компанією Concrete Ship Constructors з Нешнл-Сіті, штат Каліфорнія, для Морської комісії. Він був на активній службі як мазутна баржа в Тихому океані, перш ніж його використовували як частину випробувань ядерної зброї під час операції Crossroads на атолі Бікіні. Баржа мала довжину 375 футів і водотоннажність 10 960 тонн.
Випробування A (Test Able) було проведено 1 липня 1946 року. Баржа витримала надлишковий тиск 40 PSI на відстані 540 ярдів від вибуху. Перевірка показала, що баржа зазнала лише поверхневих пошкоджень із окалиною на головній палубі через інтенсивну пожежу, яка виникла після першого вибуху. 2 липня його відбуксирували з групи цілей і закріпили на запасному швартовному буї в лагуні між островами Еньо та Бікіні. Перевірка 4 липня показала, що баржа була радіоактивною, але на рівнях, які дозволяли опромінення на борту до п'яти годин за раз. Через добу межа впливу зросла до 12 годин. Конструкції над головною палубою були повністю зруйновані вибухом. Під час руху до тестової зони Бейкер між USS Arkansas (BB-33) і баржею пробив дірку в баржі трохи нижче ватерлінії, і баржу затопило. Баржа була підготовлена до випробувань 20 липня 1946 року.